# Sabrina Corvini-Mohn
Sabrina Corvini-Mohn (* 26. Juni 1984 in Basel, heimatberechtigt in Aesch BL) ist eine Schweizer Politikerin (CVP).

## Leben
Sabrina Corvini-Mohn wuchs als Älteste von drei Geschwistern in Aesch (BL) auf. Sie besuchte die obligatorische Volksschule in Aesch. Danach absolvierte sie das Gymnasium Münchenstein und schloss 2003 mit der Matura ab. 2008 beendete sie das Studium an der Pädagogischen Hochschule Zentralschweiz in Luzern und schloss mit dem Master of Arts PHZ in Secondary Education ab. Von 2008 bis 2015 unterrichtet sie an der Sekundarschule Oberwil/Biel-Benken die Fächer Deutsch, Bildnerisches Gestalten (Geschichte und Geografie).
Corvini-Mohn wohnt in Allschwil BL, ist verheiratet und Mutter eines Sohnes (2014) und einer Tochter (2016).

## Politischer Werdegang
Corvini-Mohn war von September 2009 bis Januar 2017 Landrätin des Kantons Basel-Landschaft (kantonales Parlament). 2011 wurde sie im Wahlkreis Reinach mit dem besten Resultat wiedergewählt.
Von August 2009 bis März 2014 war sie Präsidentin der CVP Basel-Landschaft. Von 2006 bis 2009 präsidierte sie die Junge CVP Basel-Landschaft. 2004 bis 2010 war sie Mitglied der Gemeindekommission Aesch und übte von 2008 bis 2010 das Amt der Vize-Präsidentin der Gemeindekommission Aesch aus. Ihre politischen Schwerpunkte setzt Corvini-Mohn besonders bei bildungs- und gesellschaftspolitischen Themen.